# Veena Malik
Pour les articles homonymes, voir Malik.
Veena Malik, née le 26 février 1984 à Rawalpindi, est une actrice, chanteuse, humoriste et animatrice de télévision pakistanaise.

## Biographie
En décembre 2011, elle dément avoir posé nue pour le magazine FHM.
En 2014, elle est condamnée par la cour de Gilgit à 26 ans de prison pour blasphème.
Elle cite Madonna comme source d'inspiration pour ses danses de salsa.

## Filmographie
| Année | Film                      | Langue                      |
| ----- | ------------------------- | --------------------------- |
| 2000  | Tere Pyar Mein            | Ourdou                      |
| 2002  | Yeh Dil Aap Ka Huwa       | Ourdou                      |
| 2002  | Sassi Punno               | Ourdou                      |
| 2003  | Pind Di chudail           | Pendjabi                    |
| 2005  | Koi Tujh Sa Kahan         | Ourdou                      |
| 2005  | Kyun Tum Se Itna Pyar Hai | Ourdou                      |
| 2008  | Mohabbatan Sachiyan       | Pendjabi                    |
| 2008  | Kabhi Pyar Na Karna       | Ourdou                      |
| 2008  | Ishq Beparwaah            | Pendjabi                    |
| 2012  | Dal Mein Kuch Kala Hai    | Hindi ; Bollywood debut     |
| 2012  | Tere Naal Love Ho Gaya    | Hindi ; Bollywood Item song |
| 2012  | Gali Gali Chor Hai        | Hindi ; Bollywood Item song |

## Discographie
| Titre          | Année | Album       |
| -------------- | ----- | ----------- |
| "Drama Queen", | 2012  | Drama Queen |